# Neogalea sunia
Neogalea sunia là một loài bướm đêm trong họ Noctuidae.